# Dal (gastronomia)
Il termine dal (anche riportato con la grafia daal, dhal o dahl) e talvolta conosciuto come dail, è un termine che indica vari tipi di legumi secchi, o lenticchie, piselli e fagioli. Il termine viene anche usato in riferimento a varie zuppe ricavate da queste leguminose. Questi legumi sono tra i più importanti alimenti di base nei Paesi dell'Asia meridionale e costituiscono una parte importante delle cucine del subcontinente indiano.

## Preparazione
Il modo più comune di preparare il dal è sotto forma di zuppa a cui si aggiungono comunemente cipolle, pomodori e varie spezie.
Quasi tutti i tipi di dal si possono preparare in tre forme: (1) sabut (che significa intero in hindi), ad esempio sabut urad dal o mung sabut con lenticchie non decorticate (2) chilka (che significa pelle in hindi), ad es. Chilka Urad Dal, Mung Dal Chilka, lenticchie non decorticate e macinate in purè; (3) dhuli (che significa lavato), ad esempio urad dhuli o mung dhuli in hindi / urdu con legumi decorticati.
I Dal vengono spesso accompagnati con focacce (come naan, roti o chapati) o con il riso. Il modo in cui viene cucinato e presentato varia in base alla regione. Nel sud dell'India, il dal viene principalmente usato per preparare il piatto chiamato sambar.
Inoltre, alcuni tipi di dal vengono fritti e salati e consumati come spuntino secco; una gran varietà di snack salati molto comuni viene prodotta friggendo una pasta a base di dal e diverse combinazioni di spezie, noci, anacardi.

## Etimologia
La parola  dāl deriva dal Sanscrito: è la radice verbale dal-  che significa "dividere".

## Valori nutrizionali

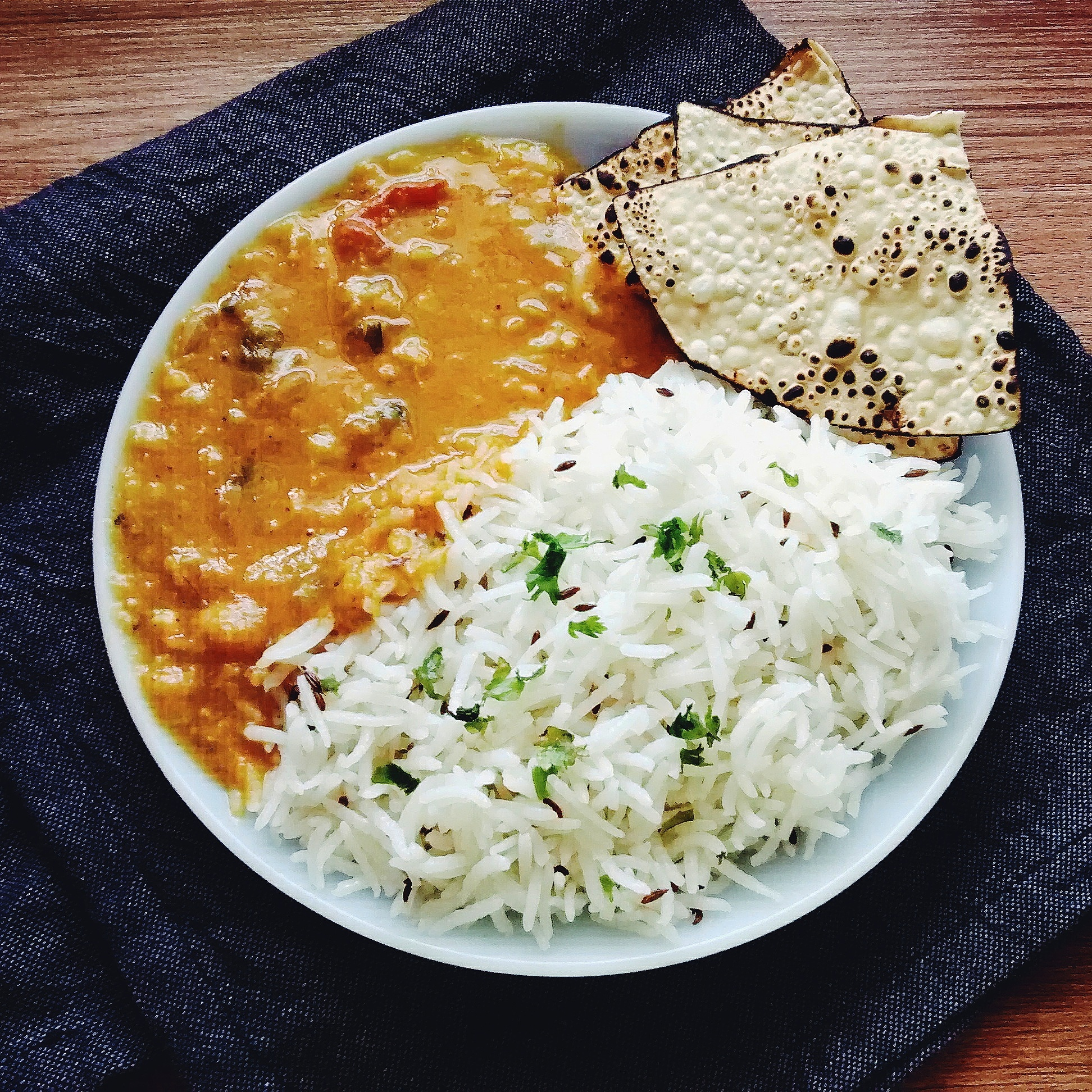
Dal tadka servito con riso e papadam, un cibo di base nel subcontinente indiano

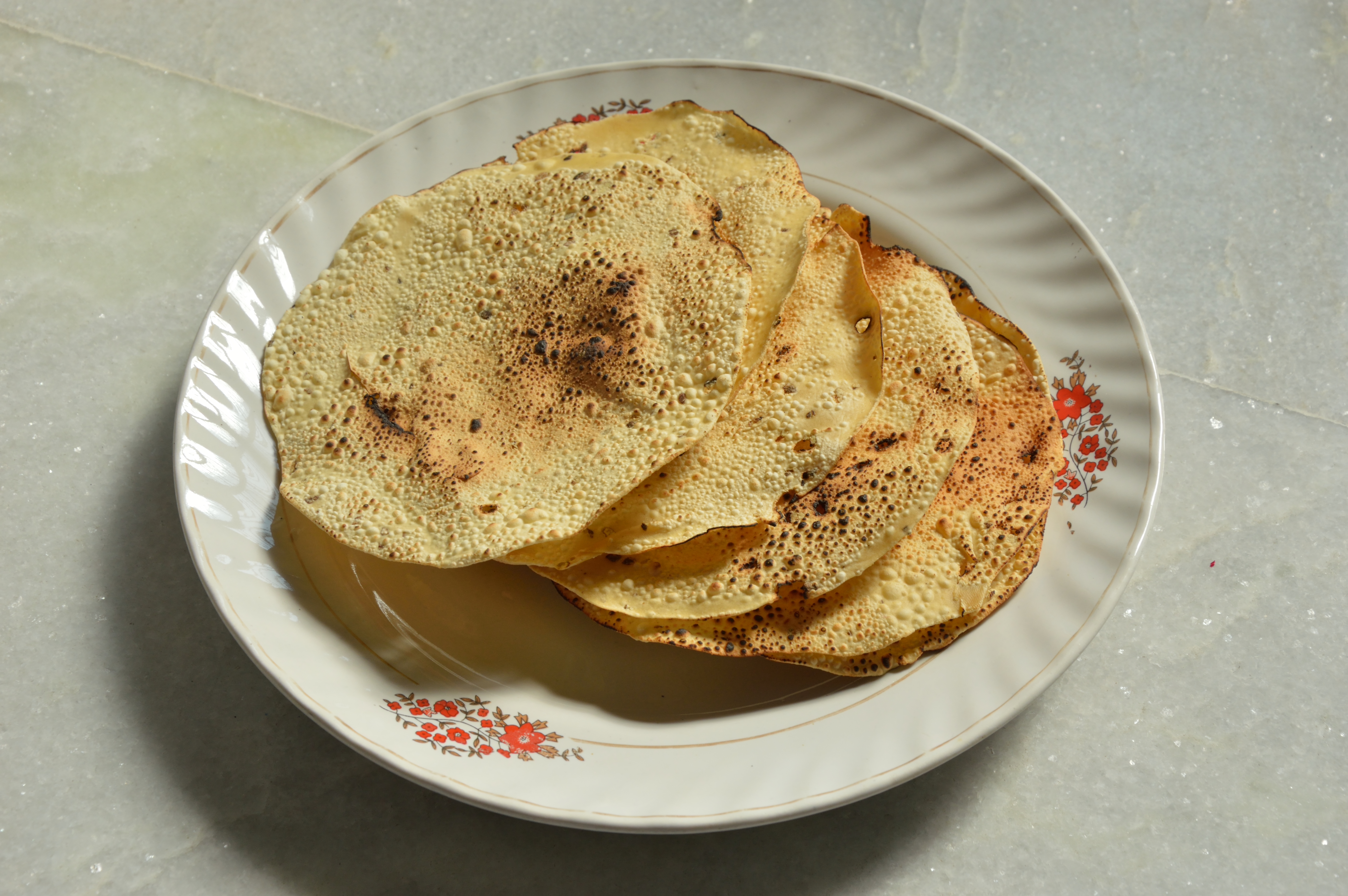
Papadum arrostito sul fuoco, con lenticchie come ingrediente principale.

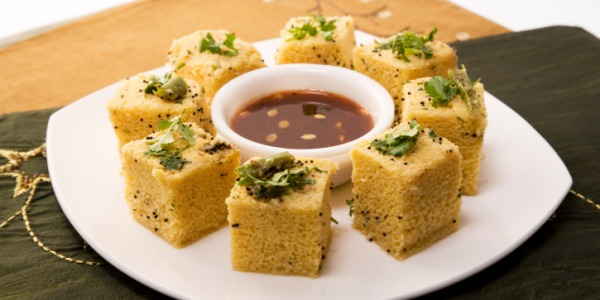
Dhokla, cotto al vapore, spuntino chana dal, fermentato, a base di lenticchie.

Cotto (bollito) dal contiene il 9% in proteine, il 70% in acqua, il 20% in carboidrati (compreso l'8% in fibra), e l'1% in grasso.
Esso fornisce anche un ricco contenuto (20% o più di valore standard giornaliero DV) di vitamina B, acido folico (45% DV) e manganese (25% DV), con una moderata quantità di tiamina (11% DV) e numerosi sali minerali quali ferro (19% DV) e fosforo (18% DV).

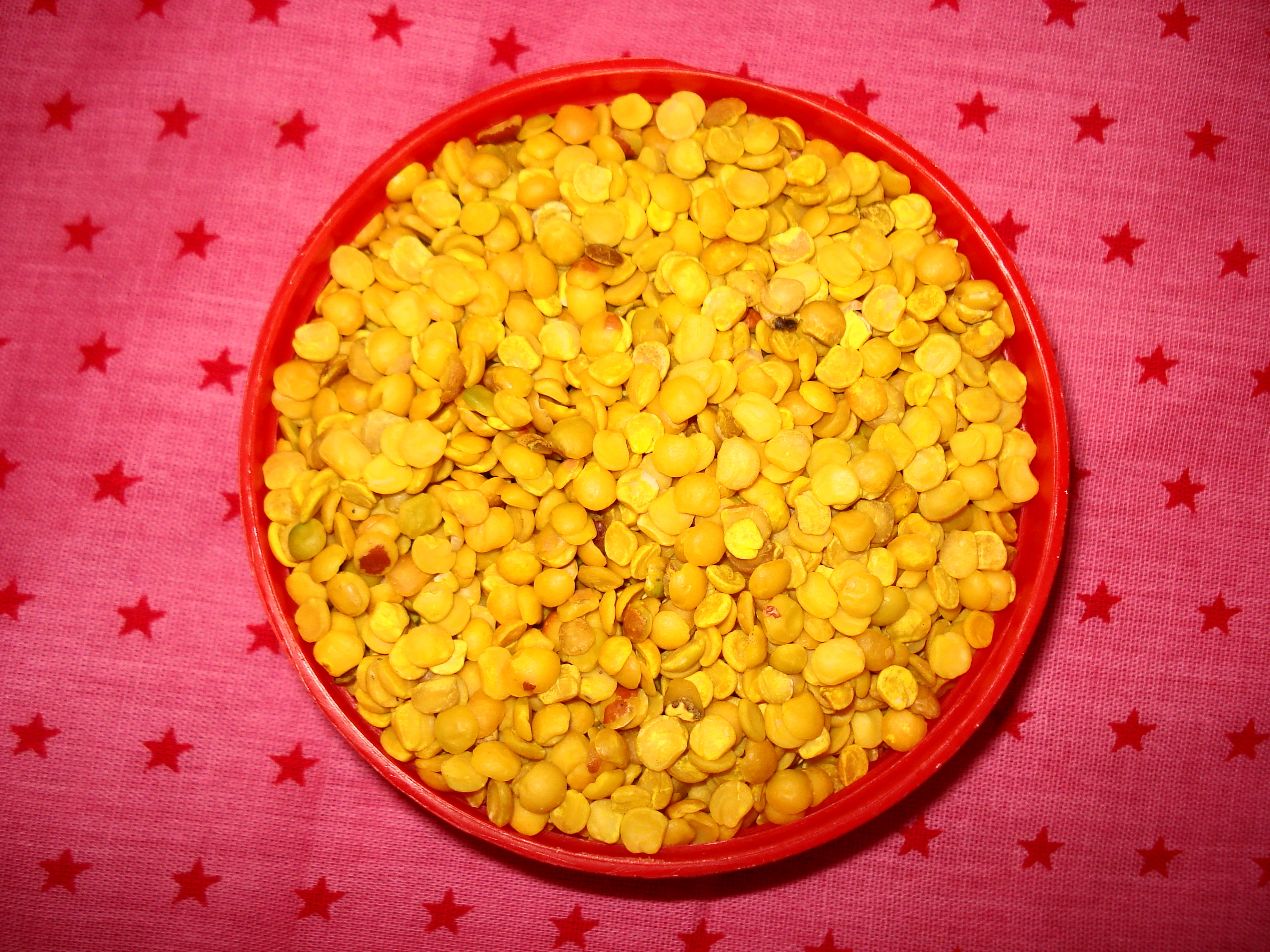
Caiano, di uso comune nel dal

| Cibo               | Acqua | Proteine |
| ------------------ | ----- | -------- |
| Riso cotto         | 68.4  | 2.7      |
| Dal                | 68.5  | 6.8      |
| Roti               | 33.5  | 11.5     |
| Semi di soia cotti | 62.5  | 16.6     |
| Uovo sodo          | 74.6  | 12.6     |
| Pollo cotto        | 64.3  | 25.3     |